# Dwight (Kansas)
Dwight és una població dels Estats Units a l'estat de Kansas. Segons el cens del 2000 tenia 330 habitants.

## Demografia
Segons el cens del 2000, Dwight tenia 330 habitants, 143 habitatges, i 90 famílies. La densitat de població era de 344,4 habitants/km².
Dels 143 habitatges en un 29,4% hi vivien nens de menys de 18 anys, en un 53,1% hi vivien parelles casades, en un 6,3% dones solteres, i en un 36,4% no eren unitats familiars. En el 33,6% dels habitatges hi vivien persones soles el 14,7% de les quals corresponia a persones de 65 anys o més que vivien soles. El nombre mitjà de persones vivint en cada habitatge era de 2,31 i el nombre mitjà de persones que vivien en cada família era de 2,96.
Per edats la població es repartia de la següent manera: un 24,2% tenia menys de 18 anys, un 9,1% entre 18 i 24, un 26,4% entre 25 i 44, un 23% de 45 a 60 i un 17,3% 65 anys o més.
L'edat mediana era de 39 anys. Per cada 100 dones de 18 o més anys hi havia 96,9 homes.
La renda mediana per habitatge era de 25.909 $ i la renda mediana per família de 38.750 $. Els homes tenien una renda mediana de 25.000 $ mentre que les dones 20.227 $. La renda per capita de la població era de 14.727 $. Entorn del 9,4% de les famílies i el 15,1% de la població estaven per davall del llindar de pobresa.

## Poblacions més properes
El següent diagrama mostra les poblacions més properes.